# Арипов, Уктам Арипович
Уктам Арипович Арипов (3 января 1927 года, Самаркандская область — 14 декабря 2001 года, Ташкент) — заслуженный деятель науки Узбекистана, академик АН Узбекистана, член Российской академии медицинских наук (2001), лауреат Государственной премии им. Беруни (1983). Доктор медицинских наук (1963). Профессор (1964). Заслуженный врач Уз ССР (1958). Заслуженный деятель науки УзССР (1967). Академик АН УзССР (1974).

## Биография
Родился в Джизакском районе Самаркандской области в семье служащего.
В 1948 году с отличием окончил Самаркандский государственный медицинский институт. Работал там же: клинический ординатор (1948), ассистент (1950), доцент (1956), профессор (1964), зав. кафедрой общей хирургии, декан лечебного факультета, проректор по учебной работе.
В 1953 году защитил кандидатскую диссертацию, в 1963 году — докторскую.
В 1964—1971 годах — первый заместитель министра здравоохранения Узбекской ССР.
В 1971—1984 годах — ректор Ташкентского медицинского института.
В 1984—1997 зав. кафедрой госпитальной хирургии.
В 1991 году возглавил Научно-специализированный центр гепатопанкреатобилиарной хирургии Минздрава Узбекистана.
Скончался 14 декабря 2001 года, похоронен в кладбище «Минор».

## Научная деятельность
В Самаркандском медицинском институте основным научным направлением его работы была проблема компенсаторно-приспособительных реакций организма при комбинированной радиационной травме.
В 1971 году организовал Проблемную научно-исследовательскую лабораторию по преодолению тканевой несовместимости при пересадке органов и тканей, в которой впервые в мировой практике была получена ослиная антилимфоцитарная сыворотка и глобулин, успешно примененные при пересадке почки.
14 сентября 1972 года выполнил первую пересадку почки в Ташкенте.
В 1983 году вместе с сотрудниками был удостоены Государственной премии Узбекистана имени А. Беруни в области науки и техники за разработку и внедрение в клиническую практику новых и усовершенствованных методов лечения больных хронической почечной недостаточности, создание отечественных препаратов иммуносупрессивного действия.
Проблемной лабораторией и кафедрой факультетской хирургии института была разработана уникальная методика пересадки островковых клеток поджелудочной железы каракульских овец, широко применяемая в лечении сахарного диабета I типа.
Под его руководством защищено 26 докторских и 65 кандидатских диссертаций.

## Труды
Автор около 500 опубликованных работ, в том числе 16 монографий, трёх учебников.

## Награды
Награждён двумя орденами Трудового Красного Знамени и двумя орденами «Знак Почёта», медалями.
Лауреат Государственной премии Узбекской ССР имени А. Беруни в области науки и техники (1983).